# Liga Nacional da Nova Zelândia 2023
A Liga Nacional da Nova Zelândia de 2023 é a terceira temporada da Liga Nacional desde sua reestruturação em 2021; Dez clubes disputam a competição, com as vagas sendo decididas nas Ligas Qualificatórias. Quatro classificam-se pela Liga Norte, três classificam-se pela Liga Central e dois classificam-se pela Liga Sul. 
 
Cada equipe pode relacionar no máximo quatro jogadores estrangeiros, bem como um jogador estrangeiro adicional que tenha a nacionalidade da algum país ou território membro da OFC.. Ao longo da temporada, cada equipe também deve garantir que jogadores com 20 anos ou menos sejam escalados em ao menos 10% dos minutos de jogo disponíveis.
O Wellington Olympic conquistou seu primeiro título da Liga Nacional.

## Ligas qualificatórias

### Liga Norte de 2023

#### Informações das equipes
Doze times estão competindo na liga - os dez melhores times da temporada anterior e os dois times promovidos da Divisão 1 da NRFL de 2022. As equipes promovidas foram o West Coast Rangers e o Manurewa. É a primeira temporada do Manurewa e a segunda do West Coast Rangers (após o rebaixamento em 2021) na Liga Nacional. Eles substituíram o Waiheke United (rebaixado após sua temporada de estreia na Liga do Norte) e o North Shore United (rebaixado após dois anos na Liga do Norte).
| Equipe             | Estádio          | Localização | Resultado em 2022            |
| ------------------ | ---------------- | ----------- | ---------------------------- |
| Auckland City      | Kiwitea Street   | Auckland    | 1º                           |
| Auckland United    | Keith Hay Park   | Auckland    | 3º                           |
| Bay Olympic        | Olympic Park     | Auckland    | 8º                           |
| Birkenhead United  | Shepherds Park   | Auckland    | 2º                           |
| Eastern Suburbs    | Madills Farm     | Auckland    | 10º                          |
| Hamilton Wanderers | Porritt Stadium  | Hamilton    | 5º                           |
| Manukau United     | Centre Park      | Auckland    | 7º                           |
| Manurewa           | Jellicoe Park    | Auckland    | 2º na Division 1 (promovido) |
| Melville United    | Gower Park       | Hamilton    | 4º                           |
| Takapuna           | Taharoto Park    | Auckland    | 9º                           |
| West Coast Rangers | Fred Taylor Park | Auckland    | 1º na Division 1 (promovido) |
| Western Springs    | Seddon Fields    | Auckland    | 6º                           |

#### Classificação
Atualizado em 02 de setembro de 2023
| Pos | Equipes             | Pts | J  | V  | E | D  | GM | GS | SG  | Classificação ou rebaixamento                             |
| --- | ------------------- | --- | -- | -- | - | -- | -- | -- | --- | --------------------------------------------------------- |
| 1   | Auckland City (C)   | 60  | 22 | 19 | 3 | 0  | 64 | 9  | +55 | Campeão da Liga Norte e classificado para a Liga Nacional |
| 2   | Eastern Suburbs (X) | 56  | 22 | 17 | 5 | 0  | 51 | 17 | +34 | Classificado para a Liga Nacional                         |
| 3   | Auckland United (X) | 43  | 22 | 13 | 4 | 5  | 50 | 24 | +26 | Classificado para a Liga Nacional                         |
| 4   | Manurewa (X)        | 36  | 22 | 11 | 3 | 8  | 46 | 37 | +9  | Classificado para a Liga Nacional                         |
| 5   | Western Springs     | 33  | 22 | 10 | 3 | 9  | 39 | 35 | +4  |                                                           |
| 6   | Hamilton Wanderers  | 30  | 22 | 8  | 6 | 8  | 39 | 49 | -10 |                                                           |
| 7   | West Coast Rangers  | 26  | 22 | 8  | 2 | 12 | 33 | 49 | -16 |                                                           |
| 8   | Birkenhead United   | 25  | 22 | 7  | 4 | 11 | 46 | 44 | +2  |                                                           |
| 9   | Melville United     | 23  | 22 | 6  | 5 | 11 | 30 | 47 | -17 |                                                           |
| 10  | Bay Olympic         | 15  | 22 | 4  | 3 | 15 | 33 | 55 | -22 |                                                           |
| 11  | Takapuna (R)        | 15  | 22 | 4  | 3 | 15 | 23 | 50 | -27 | Rebaixado para a NRFL Division 1                          |
| 12  | Manukau United (R)  | 12  | 22 | 3  | 3 | 16 | 26 | 64 | -38 | Rebaixado para a NRFL Division 1                          |

 (C) Campeão  

 (X) Classificado para a Liga Nacional  

 (R) Rebaixado  

#### Confrontos
| Casa/Fora          | AC  | AU  | BO  | BU  | ES  | HW  | MAN | MER | MEL | TP  | WC  | WS  |
| ------------------ | --- | --- | --- | --- | --- | --- | --- | --- | --- | --- | --- | --- |
| Auckland City      | -   | 2-1 | 5-1 | 5-1 | 2-2 | 2-0 | 6-1 | 7-0 | 3-1 | 4-0 | 1-1 | 4-0 |
| Auckland United    | 0-2 | -   | 4-1 | 3-3 | 0-1 | 4-0 | 3-0 | 1-1 | 4-0 | 1-0 | 4-0 | 1-1 |
| Bay Olympic        | 0-1 | 1-2 | -   | 2-4 | 2-4 | 1-3 | 3-2 | 2-1 | 1-1 | 2-3 | 4-2 | 2-3 |
| Birkenhead United  | 0-2 | 0-3 | 3-0 | -   | 0-2 | 4-4 | 2-3 | 2-4 | 1-1 | 5-0 | 2-0 | 1-2 |
| Eastern Suburbs    | 0-0 | 2-2 | 1-1 | 2-0 | -   | 6-1 | 1-0 | 4-3 | 2-1 | 1-0 | 2-1 | 2-0 |
| Hamilton Wanderers | 0-2 | 0-1 | 3-1 | 2-2 | 1-1 | -   | 2-1 | 3-3 | 1-1 | 1-0 | 3-2 | 3-2 |
| Manukau United     | 0-5 | 1-4 | 3-3 | 0-7 | 0-6 | 2-2 | -   | 0-1 | 2-1 | 0-2 | 3-4 | 1-2 |
| Manurewa           | 0-2 | 0-2 | 1-0 | 1-3 | 0-3 | 4-1 | 3-0 | -   | 5-0 | 0-0 | 5-1 | 1-0 |
| Melville United    | 0-1 | 1-5 | 3-2 | 0-2 | 0-1 | 2-4 | 1-0 | 5-2 | -   | 1-1 | 3-1 | 2-1 |
| Takapuna           | 0-2 | 3-4 | 1-2 | 3-2 | 2-5 | 2-3 | 2-2 | 0-4 | 0-1 | -   | 2-1 | 0-3 |
| West Coast Rangers | 0-3 | 1-0 | 2-1 | 2-1 | 1-2 | 3-1 | 1-3 | 0-4 | 5-2 | 3-2 | -   | 1-1 |
| Western Springs    | 1-3 | 4-1 | 3-1 | 3-1 | 0-1 | 3-1 | 3-2 | 1-3 | 3-3 | 3-0 | 0-1 | -   |

 Azul=vitória do time da casa; Amarelo=empate; Vermelho=vitória do time visitante 

#### Artilheiros
| Classificação | Jogador            | Clube              | Gols |
| ------------- | ------------------ | ------------------ | ---- |
| 1             | Derek Tieku        | Hamilton Wanderers | 19   |
| 1             | Ryan de Vries      | Auckland City      | 19   |
| 3             | Monty Patterson    | Manurewa           | 13   |
| 4             | Allan Pearce       | West Coast Rangers | 11   |
| 4             | Joshua Redfearn    | Auckland United    | 11   |
| 6             | Martin Bueno       | Eastern Suburbs    | 10   |
| 7             | Ibrahim Nadir      | Bay Olympic        | 9    |
| 7             | Luke Jorgensen     | Birkenhead United  | 9    |
| 7             | Nicolas Bobadilla  | Manurewa           | 9    |
| 10            | Diversos jogadores | Diversos jogadores | 8    |

### Liga Central de 2023

#### Informações das equipes
Dez times estão competindo na liga - os nove melhores times da temporada anterior e o time promovido do play-off de 2022 disputado entre os vencedores da Central Federation League e da Capital Premier de 2022. O vencedor do play-off foi o Stop Out. Esta é a sua primeira temporada na Liga Central, desde a reestruturação do futebol da Nova Zelândia em 2021. Eles substituíram o Havelock North Wanderers (rebaixado para a Capital Premier League após uma temporada na Liga Central). O Wellington United foi inscrito como um dos 10 times originais para jogar a temporada de 2023, mas desistiu em 2022. Ele foi substituído pelo Whanganui Athletic, que originalmente havia perdido o play-off para o Stop Out.
| Equipe                      | Estádio               | Localização | Resultado em 2022                                        |
| --------------------------- | --------------------- | ----------- | -------------------------------------------------------- |
| Miramar Rangers             | David Farrington Park | Wellington  | 2º                                                       |
| Napier City Rovers          | Bluewater Stadium     | Napier      | 4º                                                       |
| North Wellington            | Alex Moore Park       | Wellington  | 7º                                                       |
| Petone                      | Memorial Park         | Lower Hutt  | 6º                                                       |
| Stop Out                    | Hutt Park             | Lower Hutt  | 1º na Capital Premier (promovido através de play-offs)   |
| Waterside Karori            | Karori Park           | Wellington  | 5º                                                       |
| Wellington Olympic          | Wakefield Park        | Wellington  | 1º                                                       |
| Wellington Phoenix Reserves | Fraser Park           | Lower Hutt  | 3º                                                       |
| Western Suburbs             | Endeavour Park        | Porirua     | 9º                                                       |
| Whanganui Athletic          | Wembley Park          | Whanganui   | Substituiu Wellington United depois que o clube desistiu |

#### Classificação
Atualizado em 02 de setembro de 2023
| Pos | Equipes                         | Pts | J  | V  | E | D  | GM | GS | SG  | Classificação ou rebaixamento                               |
| --- | ------------------------------- | --- | -- | -- | - | -- | -- | -- | --- | ----------------------------------------------------------- |
| 1   | Wellington Olympic (C)          | 46  | 18 | 15 | 1 | 2  | 79 | 29 | +50 | Campeão da Liga Central e classificado para a Liga Nacional |
| 2   | Wellington Phoenix Reserves (X) | 37  | 18 | 12 | 1 | 5  | 47 | 29 | +18 | Tem classificação automática para a Liga Nacional           |
| 3   | Napier City Rovers (X)          | 33  | 18 | 10 | 3 | 5  | 50 | 32 | +18 | Classificado para a Liga Nacional                           |
| 4   | Petone (X)                      | 32  | 18 | 10 | 2 | 6  | 45 | 33 | +12 | Classificado para a Liga Nacional                           |
| 5   | Western Suburbs                 | 28  | 18 | 8  | 4 | 6  | 40 | 34 | +6  |                                                             |
| 6   | Waterside Karori                | 24  | 18 | 7  | 3 | 8  | 44 | 40 | +4  |                                                             |
| 7   | Miramar Rangers                 | 24  | 18 | 8  | 0 | 10 | 37 | 43 | -6  |                                                             |
| 8   | Stop Out                        | 24  | 18 | 7  | 3 | 8  | 37 | 47 | -10 |                                                             |
| 9   | North Wellington                | 7   | 18 | 2  | 1 | 15 | 21 | 63 | -42 |                                                             |
| 10  | Whanganui Athletic (R)          | 5   | 18 | 1  | 2 | 15 | 19 | 69 | -50 | Rebaixado para a Capital Premier/Central Federation League  |

 (C) Campeão  

 (X) Classificado para a Liga Nacional  

 (R) Rebaixado  

1. ↑  Wellington Phoenix Reserves ganha vaga automática para a Liga Nacional devido a requisitos da A-League.[9]

#### Confrontos
| Casa/Fora                   | MR  | NC  | NW  | PT  | SO  | WK  | WO  | WP  | WS  | WA  |
| --------------------------- | --- | --- | --- | --- | --- | --- | --- | --- | --- | --- |
| Miramar Rangers             | -   | 1-3 | 3-0 | 2-3 | 3-0 | 3-4 | 0-7 | 0-4 | 1-0 | 5-1 |
| Napier City Rovers          | 1-2 | -   | 3-1 | 2-2 | 4-1 | 5-0 | 1-4 | 2-3 | 2-2 | 1-1 |
| North Wellington            | 2-5 | 1-3 | -   | 0-5 | 3-3 | 1-4 | 0-5 | 0-4 | 1-3 | 2-3 |
| Petone                      | 4-3 | 4-2 | 3-0 | -   | 2-1 | 2-2 | 4-0 | 1-3 | 2-3 | 2-0 |
| Stop Out                    | 4-2 | 1-3 | 3-1 | 2-1 | -   | 1-4 | 3-2 | 3-3 | 0-4 | 3-1 |
| Waterside Karori            | 1-2 | 0-3 | 5-1 | 4-3 | 2-3 | -   | 1-2 | 1-3 | 2-2 | 3-1 |
| Wellington Olympic          | 3-1 | 6-3 | 7-0 | 4-2 | 6-3 | 2-2 | -   | 3-2 | 8-3 | 6-1 |
| Wellington Phoenix Reserves | 3-1 | 1-4 | 2-3 | 3-1 | 2-0 | 3-2 | 1-2 | -   | 0-1 | 4-1 |
| Western Suburbs             | 3-1 | 1-3 | 2-0 | 0-1 | 3-3 | 2-1 | 2-5 | 1-2 | -   | 7-1 |
| Whanganui Athletic          | 0-2 | 1-5 | 0-5 | 2-3 | 1-3 | 1-6 | 0-7 | 3-4 | 1-1 | -   |

 Azul=vitória do time da casa; Amarelo=empate; Vermelho=vitória do time visitante 

#### Artilheiros
| Classificação | Jogador             | Clube              | Gols |
| ------------- | ------------------- | ------------------ | ---- |
| 1             | Matthew Brazier     | Petone             | 18   |
| 2             | Deri Corfe          | Napier City Rovers | 15   |
| 3             | Hamish Watson       | Wellington Olympic | 13   |
| 3             | Jack Henry-Sinclair | Wellington Olympic | 13   |
| 3             | Joshua Tollervey    | Wellington Phoenix | 13   |
| 6             | Ben Mata            | Wellington Olympic | 11   |
| 6             | Kailan Gould        | Wellington Olympic | 11   |
| 6             | Tomas Alvarado      | Waterside Karori   | 11   |
| 9             | Jonathan McNamara   | Napier City Rovers | 10   |
| 9             | Kairo Coore         | Western Suburbs    | 10   |

### Liga Sul de 2023

#### Informações das equipes
Dez times estão competindo na liga - os nove melhores times da temporada anterior e o vencedor dos play-offs da Southern League. A equipe promovida foi o FC Twenty 11. Esta é sua primeira temporada na Liga Sul. O time substituiu o Mosgiel (rebaixado após sua temporada de estreia na Liga Sul).
| Equipe              | Estádio                      | Localização  | Resultado em 2022                                       |
| ------------------- | ---------------------------- | ------------ | ------------------------------------------------------- |
| Cashmere Technical  | Garrick Memorial Park        | Christchurch | 2º                                                      |
| Christchurch United | Christchurch Football Centre | Christchurch | 1º                                                      |
| Coastal Spirit      | Linfield Park                | Christchurch | 6º                                                      |
| Dunedin City Royals | Caledonian Ground            | Dunedin      | 4º                                                      |
| FC Twenty 11        | Avonhead Park                | Christchurch | 1º na Mainland Premier League (promovido via play-offs) |
| Ferrymead Bays      | Ferrymead Park               | Christchurch | 5º                                                      |
| Green Island        | Sunnyvale Park               | Dunedin      | 8º                                                      |
| Nelson Suburbs      | Saxton Field                 | Nelson       | 3º                                                      |
| Nomads United       | Tulett Park                  | Christchurch | 7º                                                      |
| Selwyn United       | Foster Park                  | Rolleston    | 9º                                                      |

#### Classificação
Atualizado em 03 de setembro de 2023
| Pos | Equipes                 | Pts | J  | V  | E | D  | GM | GS | SG  | Classificação ou rebaixamento                                         |
| --- | ----------------------- | --- | -- | -- | - | -- | -- | -- | --- | --------------------------------------------------------------------- |
| 1   | Christchurch United (C) | 49  | 18 | 16 | 1 | 1  | 72 | 12 | +60 | Campeão da Liga Sul e classificado para a Liga Nacional               |
| 2   | Cashmere Technical (X)  | 42  | 18 | 13 | 3 | 2  | 66 | 27 | +39 | Classificado para a Liga Nacional                                     |
| 3   | Coastal Spirit          | 31  | 18 | 10 | 1 | 7  | 30 | 36 | -6  |                                                                       |
| 4   | Dunedin City Royals     | 29  | 18 | 8  | 5 | 5  | 44 | 29 | +15 |                                                                       |
| 5   | Ferrymead Bays          | 29  | 18 | 9  | 2 | 7  | 35 | 36 | -1  |                                                                       |
| 6   | Nelson Suburbs          | 25  | 18 | 7  | 4 | 7  | 48 | 46 | +2  |                                                                       |
| 7   | Nomads United           | 23  | 18 | 7  | 2 | 9  | 32 | 35 | -3  |                                                                       |
| 8   | Green Island            | 16  | 18 | 5  | 1 | 12 | 33 | 58 | -25 |                                                                       |
| 9   | Selwyn United           | 10  | 18 | 3  | 1 | 14 | 21 | 53 | -32 |                                                                       |
| 10  | FC Twenty 11 (R)        | 6   | 18 | 2  | 0 | 16 | 11 | 60 | -49 | Rebaixado para a FootballSouth Premier League/Mainland Premier League |

 (C) Campeão  

 (X) Classificado para a Liga Nacional  

 (R) Rebaixado  

#### Confrontos
| Casa/Fora           | CT  | CU   | CS  | DC  | FT  | FB  | GI  | NS  | NU  | SU  |
| ------------------- | --- | ---- | --- | --- | --- | --- | --- | --- | --- | --- |
| Cashmere Technical  | -   | 1-1  | 2-3 | 2-3 | 6-1 | 2-2 | 2-1 | 5-4 | 7-3 | 3-1 |
| Christchurch United | 1-3 | -    | 2-0 | 5-2 | 1-0 | 3-0 | 3-0 | 4-0 | 1-0 | 6-0 |
| Coastal Spirit      | 1-1 | 0-4  | -   | 1-0 | 2-0 | 1-3 | 3-2 | 2-3 | 2-1 | 3-1 |
| Dunedin City Royals | 1-4 | 1-3  | 5-0 | -   | 3-0 | 2-1 | 4-2 | 3-3 | 3-0 | 1-1 |
| FC Twenty 11        | 0-6 | 0-5  | 1-4 | 0-7 | -   | 3-0 | 0-3 | 0-6 | 0-2 | 0-1 |
| Ferrymead Bays      | 2-6 | 0-6  | 3-0 | 4-1 | 6-1 | -   | 2-1 | 1-1 | 0-2 | 1-0 |
| Green Island        | 0-7 | 3-15 | 0-1 | 1-1 | 2-0 | 1-2 | -   | 3-4 | 1-2 | 4-1 |
| Nelson Suburbs      | 1-4 | 1-6  | 5-0 | 1-1 | 3-1 | 2-1 | 4-5 | -   | 1-1 | 7-1 |
| Nomads United       | 1-3 | 1-4  | 1-4 | 1-1 | 0-2 | 1-2 | 6-2 | 4-1 | -   | 3-1 |
| Selwyn United       | 1-2 | 0-2  | 2-3 | 0-5 | 3-2 | 3-5 | 1-2 | 4-1 | 0-3 | -   |

 Azul=vitória do time da casa; Amarelo=empate; Vermelho=vitória do time visitante 

#### Artilheiros
| Classificação | Jogador            | Clube               | Gols |
| ------------- | ------------------ | ------------------- | ---- |
| 1             | Garbhan Coughlan   | Cashmere Technical  | 29   |
| 2             | Sam Philip         | Christchurch United | 28   |
| 3             | Eoghan Stokes      | Christchurch United | 15   |
| 4             | Connor Neil        | Dunedin City Royals | 12   |
| 5             | Benjamin Stanley   | Dunedin City Royals | 11   |
| 6             | Stefan Milidrag    | Green Island        | 10   |
| 7             | Diversos jogadores | Diversos jogadores  | 8    |

## Clubes classificados
Auckland City

Auckland United

Eastern Suburbs

Wellington Olympic

Existem 10 vagas para a Liga Nacional (4 para a Liga  Norte, 3 para a Liga Central mais o Wellington Phoenix e 2 para a Liga Sul).
| Associação                           | Equipe                      | Posição na Liga Regional | Participações | Melhor participação       |
| ------------------------------------ | --------------------------- | ------------------------ | ------------- | ------------------------- |
| Liga Norte (4 vagas)                 | Auckland City               | 1º                       | 1             | Campeão (2022)            |
| Liga Norte (4 vagas)                 | Eastern Suburbs             | 2º                       | Estreia       | Estreia                   |
| Liga Norte (4 vagas)                 | Auckland United             | 3º                       | 1             | 3º (2022)                 |
| Liga Norte (4 vagas)                 | Manurewa                    | 4º                       | Estreia       | Estreia                   |
| Liga Central (3 vagas)               | Wellington Olympic          | 1º                       | 2             | Vice-campeão (2021, 2022) |
| Liga Central (3 vagas)               | Napier City Rovers          | 3º                       | 1             | 9º (2022)                 |
| Liga Central (3 vagas)               | Petone                      | 4º                       | Estreia       | Estreia                   |
| Liga Sul (2 vagas)                   | Christchurch United         | 1º                       | 1             | 8º (2022)                 |
| Liga Sul (2 vagas)                   | Cashmere Technical          | 2º                       | 2             | 3º (2021)                 |
| Wellington Phoenix (vaga automática) | Wellington Phoenix Reserves | Qualificação automática  | 2             | 4º (2021)                 |

## Liga Nacional

### Tabela do Campeonato
Atualizado em 19 de novembro de 2023
| Pos | Equipes                     | Pts | J | V | E | D | GM | GS | SG  | Classificação ou rebaixamento     |
| --- | --------------------------- | --- | - | - | - | - | -- | -- | --- | --------------------------------- |
| 1   | Wellington Olympic (X)      | 23  | 9 | 7 | 2 | 0 | 34 | 15 | +19 | Classificados para a Grande Final |
| 2   | Auckland City (X)           | 21  | 9 | 7 | 0 | 2 | 19 | 12 | +7  | Classificados para a Grande Final |
| 3   | Christchurch United         | 16  | 9 | 5 | 1 | 3 | 18 | 16 | +2  |                                   |
| 4   | Eastern Suburbs             | 15  | 9 | 4 | 3 | 2 | 23 | 11 | +12 |                                   |
| 5   | Cashmere Technical          | 13  | 9 | 4 | 1 | 4 | 24 | 24 | 0   |                                   |
| 6   | Manurewa                    | 13  | 9 | 4 | 1 | 4 | 16 | 20 | -4  |                                   |
| 7   | Auckland United             | 10  | 9 | 2 | 4 | 3 | 15 | 17 | -2  |                                   |
| 8   | Wellington Phoenix Reserves | 9   | 9 | 3 | 0 | 6 | 19 | 24 | -5  |                                   |
| 9   | Napier City Rovers          | 7   | 9 | 2 | 1 | 6 | 13 | 26 | -13 |                                   |
| 10  | Petone                      | 1   | 9 | 0 | 1 | 8 | 6  | 22 | -16 |                                   |

1. ↑  Wellington Phoenix Reserves não pode se classificar para a Grande Final.[9]

 (X) Classificado para a Grande Final  

#### Confrontos
| Casa/Fora                   | AC  | AU  | CT  | CU  | ES  | MR  | NC  | PT  | WO  | WP  |
| --------------------------- | --- | --- | --- | --- | --- | --- | --- | --- | --- | --- |
| Auckland City               | -   | 3-2 | 3-1 | 2-3 |     | 1-0 |     |     | 1-3 |     |
| Auckland United             |     | -   |     | 2-2 | 1-1 |     | 3-3 |     | 1-3 | 3-4 |
| Cashmere Technical          |     | 1-2 | -   |     |     |     | 4-2 |     | 3-3 | 2-1 |
| Christchurch United         |     |     | 2-4 | -   |     | 1-2 | 2-1 | 3-0 |     | 2-0 |
| Eastern Suburbs             | 1-2 |     | 5-1 | 0-1 | -   | 3-0 |     | 1-1 |     |     |
| Manurewa                    |     | 0-0 | 5-3 |     |     | -   |     |     | 2-5 | 4-6 |
| Napier City Rovers          | 2-4 |     |     |     | 0-5 | 0-1 | -   | 3-0 |     |     |
| Petone                      | 0-2 | 0-1 | 1-5 |     |     | 1-2 |     | -   |     |     |
| Wellington Olympic          |     |     |     | 5-2 | 2-2 |     | 7-1 | 2-1 | -   | 4-2 |
| Wellington Phoenix Reserves | 0-1 |     |     |     | 3-5 |     | 0-1 | 3-2 |     | -   |

 Azul=vitória do time da casa; Amarelo=empate; Vermelho=vitória do time visitante 

##### Artilheiros
| Classificação | Jogador            | Clube              | Gols |
| ------------- | ------------------ | ------------------ | ---- |
| 1             | Garbhan Coughlan   | Cashmere Technical | 11   |
| 2             | Gianni Bouzoukis   | Wellington Olympic | 10   |
| 3             | Angus Kilkolly     | Auckland City      | 7    |
| 4             | Deri Corfe         | Napier City Rovers | 6    |
| 4             | Luis Toomey        | Eastern Suburbs    | 6    |
| 6             | Kinglsey Sinclair  | Eastern Suburbs    | 5    |
| 7             | Diversos jogadores | Diversos jogadores | 4    |

### Grande Final
| 26 de novembro de 2023 | Wellington Olympic           | 2-0       | Auckland City | Auckland                                           |  |
| 13:00                  | - Gould 58' - Sinclair 90+5' | Relatório |               | Estádio: Mount Smart Stadium Árbitro: Nick Waldron |  |